# Baptystyczne Seminarium Teologiczne w Łodzi
Baptystyczne Seminarium Teologiczne w Łodzi – uczelnia działająca w latach 1907–1939 (z przerwą w latach 1911–1921) na rzecz kształcenia duchownych Unii Zborów Baptystów Imperium Rosyjskiego, Unii Zborów Baptystów Języka Niemieckiego w Polsce oraz Związku Zborów Słowiańskich Baptystów w Polsce.

## Historia

### Geneza i pierwszy okres działalności do 1911
Kształcenie kaznodziejów, misjonarzy i innych działaczy ruchu baptystycznego na ziemiach polskich rozpoczęło się od organizowania tzw. kursów misyjnych (niem. Missionskursus). Pierwsze odbyło się w 1861 w Adamowie. Trwały one zwykle 6 miesięcy. W 1879 odbył się 11. kurs tego typu. Tę formę kształcenia kierownictwo Zjednoczenia Polski Kongresowej Unii Zborów Baptystów Imperium Rosyjskiego uznało za niewystarczającą i dążyło do organizowania uczelni oferującej stacjonarne studia dla kaznodziejów.
14 października 1907 otwarto pierwszy kurs w uczelni noszącej nazwę Prediger-Seminar (Seminarium Kaznodziejskie). Jego dyrektorem został pastor Eugen Mohr a jego zastępcą Martin Schmidt. Siedzibą uczelni był obiekt zboru baptystycznego w Łodzi przy ul. Nawrot 27. Naukę rozpoczęło 13 młodych mężczyzn: Hans Altmann, G. Freigang, B. Goetze, Friedrich Hoermann (dziadek Anny German), Julius Krueger, Iwan Ossipow, Reinhold Pelzer, Robert Petasch, Adolf Radatz, Samuel Rosenau, Adolf Rosner, Robert Schlosser, Eduard R. Wenske.
W 1911 szkoła została zamknięta przez policję carską.

### Drugi okres działalności (1921–1939)
Po zakończeniu I wojny światowej powrócono do idei prowadzenia stacjonarnych studiów teologicznych dla kandydatów na pastorów baptystycznych. W maju 1921 Konferencja Zjednoczenia Polski Kongresowej powołała Komitet Szkolny w składzie: E. Becker, Stefan Bortkiewicz, Friedrich Brauer, Robert Drews, Eduard Kupsch, O. Lenz, A.H. Sommer, Karol Władysław Strzelec.
15 listopada 1923 odbyła się uroczystość otwarcia Seminarium dla 12 seminarzystów: 6 Niemców i 6 Słowian. Dyrektorem został Friedrich Brauer, a do grona wykładowców należeli również: J. Adamczyk, F. Foth, Eduard Kupsch, A. Knoff, Ludwik Miksa, Schwarz, Bronisław Spałek, dr A. Speidel. Ten pierwszy trzyletni kurs został zakończony w 1926. W 1929 kolejny kurs (4-letni) zakończyło 6 studentów. W tym samym roku przyjęto na 3. kurs (również 4-letni) 7 mężczyzn. Kurs 4. rozpoczął się w 1931 i zakończył się w 1935. Ostatni przed wybuchem wojny kurs odbywał się w latach 1935–1939. Absolwenci otrzymali dyplomy w czerwcu 1939.
Przed 1935 relacje między studentami niemieckimi i słowiańskimi w Seminarium obciążone były napięciami. Stąd przez pewien czas obie grupy etniczne były rozdzielone. Po tej dacie, dzięki staraniom dyrektora Hugo Lücka zajęcia prowadzono wspólne.
Wybuch w 1939 wojny uniemożliwił kontynuację działalności Seminarium. Dwie denominacje baptystyczne, na rzecz których działał przestały istnieć: Unia Zborów Baptystów Języka Niemieckiego w Polsce została wcielona do Związku Zborów Baptystów w Niemczech, a zbory członkowskie Związku Zborów Słowiańskich Baptystów stały się częścią Związku Nieniemieckich Ewangelicko-Wolnokościelnych Zborów.

## Dyrektorzy
- 1907–1911 – Eugen Mohr (1868–1917)
- 1923–1932 – Friedrich Brauer (1854–1945)
- 1932–1939 – dr Hugo Lueck (ur. 1902)Kl243

## Siedziba
W początkowym okresie siedziba Seminarium mieściła się w budynkach I zboru baptystycznego w Łodzi przy ul. Nawrot 27, zajęcia odbywały się również w willi fabrykanta Adolfa Horaka w Łodzi. W 1928 zakupiono za 47 500 złotych nieruchomość w Łodzi przy ul. Lipowej 93.

## Kontynuatorzy
W Polsce Ludowej edukację duchownych baptystycznych zapewniało Seminarium Teologiczne Polskiego Kościoła Chrześcijan Baptystów, które ma następcę w postaci Wyższego Baptystycznego Seminarium Teologicznego w Warszawie.

## Absolwenci
- Szymon Biliński
- Aleksander Kircun
- Kazimierz Najmałowski

## Literatura
- Hugo Lück, Baptystyczne Seminarium Teologiczne w Łodzi, “Słowo Prawdy” 1939 nr 4
- Robert L. Kluttig, Geschichte der deutsche Baptisten in Polen von 1858–1945, Winnipeg 1973
- Henryk Ryszard Tomaszewski, Baptyści w Polsce w latach 1918–1958, Warszawa 2008 ISBN 978-83-925744-2-2
- Henryk Ryszard Tomaszewski, Wspólnoty chrześcijańskie typu ewangeliczno-baptystycznego na terenie Polski w latach 1858–1939, Warszawa 2006 ISBN 83-88497-11-1